# Sziktivkari repülőtér
A Sziktivkari repülőtér (IATA: SCW, ICAO: UUYY) (orosz nyelven: Аэропорт Сыктывкар) nemzetközi repülőtér Oroszországban, amely Sziktivkar közelében található. Éves utasforgalma 563 965 fő (2018).

## Futópályák
A repülőtér futópályái:
- 01/19 (2500 m, 45 m, aszfalt)

## Forgalom
Az utasforgalom az elmúlt években az alábbi módon változott:
| Utasok száma | 312 446 | 335 558 | 389 516 | 450 351 | 443 183 | 511 582 | 563 965 | 549 748 | 370 482 | 546 954 |
|              | 2011    | 2012    | 2013    | 2014    | 2015    | 2017    | 2018    | 2019    | 2020    | 2021    |

## Légitársaságok és úticélok
| Légitársaság  | Célállomások |
| ------------- | --- |
| Aeroflot      | Moscow–Sheremetyevo |
| Komiaviatrans | Inta, Kazan, Kotlas, Moszkva–Domogyedovo, Naryan-Mar, Pechora, Perm, Samara, Saint Petersburg, Ufa, Ukhta, Usinsk, Ust-Tsilma, Vorkuta Szezonális: Anapa, Krasnodar, Mineralnye Vody |
| Pegas Fly     | Szezonális charter: Antalya, Djerba, Dubai-Al Maktoum , Gazipaşa, Monastir |
| Rossiya       | Saint Petersburg |
| RusLine       | Arkhangelsk, Kaliningrad, Krasnodar, Samara, Yekaterinburg |
| Smartavia     | Saint Petersburg Szezonális: Simferopol |
| Utair         | Moscow–Vnukovo Szezonális: Anapa |